# Heliasz (imię)
Heliasz – imię męskie pochodzenia greckiego. Wywodzi się od słowa Helios oznaczającego Słońce.
Heliasz imieniny obchodzi 20 lipca.